# Филонов, Иван Георгиевич
Иван Георгиевич Филонов (1912, село Старый Ропск, Новозыбковского уезда Черниговской губернии (теперь Климовского района Брянской области}, Российская Федерация — 1989, город Днепродзержинск) — украинский советский деятель, инженер-металлург, директор Днепровского металлургического завода имени Дзержинского. Член Ревизионной Комиссии КПУ в 1954 — 1956 г. Кандидат в члены ЦК КПУ в 1956 — 1961 г. Член ЦК КПУ в 1966 — 1971 г.

## Биография
В 1930-х годах окончил Днепродзержинский металлургический техникум. Работал на Днепровском металлургическом заводе имени Дзержинского города Днепродзержинска Днепропетровской области.
Член ВКП(б) с 1937 года.
В Красной Армии с июня 1940 года. Участник Великой Отечественной войны с июня 1941 года. Служил ответственным секретарем партийного бюро 8-го отдельного армейского инженерного батальона 18-й армии Черноморской группы войск, с декабря 1942 — партийным организатором партийного бюро штаба 18-й армии.
Затем работал инженером Днепровского металлургического завода имени Дзержинского города Днепродзержинска Днепропетровской области.
Образование высшее. Закончил Днепродзержинский вечерний металлургический институт.
В 1954 — 1958 г.  — 1-й секретарь Днепродзержинского городского комитета КПУ Днепропетровской области.
В 1958 — 1962 г.  — главный инженер Днепровского металлургического завода имени Дзержинского.
В 1962 — 1967 г.  — директор Днепровского металлургического завода имени Дзержинского города Днепродзержинска Днепропетровской области.
Потом — на пенсии.

## Звания
- старший политрук
- капитан
- майор

## Награды
- два ордена Отечественной войны 1-й ст. (30.04.1945, 6.04.1985)
- орден Отечественной войны 2-й ст. (13.01.1943)
- орден Красной Звезды (4.11.1942)
- ордена
- медали
- почетный гражданин города Днепродзержинска (1986)